# Tavriška palača
Tavriška palača (rusko Таврический дворец, Tavričeskij dvorec) je ena največjih in najbolj zgodovinskih palač v Sankt Peterburgu, Rusija.

## Zgradba in zgodnja uporaba
Knez Grigorij Potemkin Tavriški je svojemu najljubšemu arhitektu Ivanu Starovu naročil, naj njegovo mestno rezidenco oblikuje v strogem paladijevskem slogu. Starova zasnova je zahtevala obsežen park in pristanišče pred palačo, ki ga je z Nevo povezal kanal. Gradbena dela so se začela leta 1783 in so trajala šest let. Tavriška palača je bila primer največje plemiške rezidence Rusije 18. stoletja in vzor za nešteto dvorcev, raztresenih po Ruskem carstvu.
Malo pred smrtjo, 28. aprila 1791, je Potemkin uporabljal palačo, da je gostil neprimerljive svečanosti in razsvetljavo z namenom, da bi osvojil caričino upadajočo naklonjenost. Ples je opisal Gavrila Deržavin v svojih najdaljših skladbah. Ne glede na vse stroške, Potemkin v svoji ambiciji ni uspel in se je v obupu odpravil v Iași.

## Carjeva pridobitev in uporaba
Po lastnikovi smrti je nekaj mesecev pozneje Katarina II. kupila njegovo palačo in naročila arhitektu Fjodorju Volkovu, naj jo preoblikuje v njeno poletno mestno hišo. Volkov je bil odgovoren za številne izboljšave, vključno z gradnjo gledališča v vzhodnem krilu in cerkve na zahodnem krilu. Na vrtu je zasnoval paviljon Admiraltete, vrtnarsko hišo, oranžerijo, steklenjak, mostove in železne ograje. Skulptura z imenom Tavriška Venera (zdaj je v muzeju Ermitaž) je bila v palači od konca 18. do sredine 19. stoletja.
Zunanji izgled palače je bil precej navaden in je bil v nasprotju z burno razkošnostjo notranjosti. Kupolasto dvorano, eno največjih v Rusiji, je 75 m dolga stebrasta galerija povezovala z zimskim vrtom. Okras vsake večje sobe - vključno s kitajsko dvorano in salonom tapiserij - je bil uničen po letu 1799, ko je car Pavel, ki je sovražil vse stvari, ki jih je imela njegova mati, dal palačo svojemu najljubšemu konjiškemu polku, ki jo je uporabljal kot vojašnico.
V 19. stoletju sta palačo prenovila Carlo Rossi in Vasilij Stasov kot manjšo carsko rezidenco. Nato so jo do leta 1906 uporabljali za gostovanje plesov in razstav, ko so jo spremenili v sedež prvega ruskega parlamenta, Carska državna Duma.

## V obdobju ruske revolucije
Tavriška palača je takoj po februarski revoluciji leta 1917 v nasprotnih krilih palače naselila rusko začasno vlado in Petrograjski sovjet. (V začetku marca se je začasna vlada preselila v Mariinsko palačo). Leta 1918 se je tam sestal spodletel ruski ustavodajni zbor. Maja 1918 so boljševiki stavbo uporabili za 7. kongres, na katerem so se prvič imenovali  Ruska komunistična partija (boljševiki ). 

## Porevolucionarna uporaba
V letih 1920–91 se je Tavriška palača uporabljala za Visoko partijsko šolo.
Od 1990-ih je palača sedež medparlamentarne skupščine držav članic Skupnosti neodvisnih držav (IPA CIS). Na ta račun je bil takoj za palačo, v Tavriških vrtovih, postavljen velik prizidek, pokrit s steklom.